# Ho Ho Lun
Wong Yuk Lun (né le 19 juillet 1987 à Hong Kong) plus connu sous le nom de ring de Ho Ho Lun est un catcheur (lutteur professionnel) et promoteur de catch chinois.
Il est le fondateur de la Pro Wrestling ZERO1 Hong Kong

## Carrière

### Pro Wrestling ZERO1 Hong Kong (2009-2016)
Lun fonde la Pro Wrestling ZERO1 Hong Kong en 2009. Il lutte aussi en Europe dans diverses fédérations.

### World Wrestling Entertainment (2016-2017)

#### WWE 205 Live et départ (2016-2017)
En Juillet, Lun participe au WWE Cruiserweight Classic. Le 13 juillet, il bat Ariya Daivari et se qualifie pour le second tour du tournoi. Le 17 août, Lun se fait éliminer du tournoi par Noam Dar.
Le 2 octobre, Lun annonce sa participe au WWE Dusty Rhodes Tag Team Classic avec son compatriote avec Tian Bing. Le 26 octobre, ils se font éliminer du tournoi par #DIY (Johnny Gargano et Tommaso Ciampa).
Le 3 août, il est licencié de la WWE.

## Palmarès
- Pro Wrestling ZERO1 Hong Kong
  - 1 fois AWGC Junior Heavyweight Champion